# Joan Rebagliato i Font
Joan Rebagliato i Font   (Barcelona, 1927 - 3 d'octubre de 2013) va ser un geògraf català. Llicenciat en filologia clàssica per la Universitat de Barcelona, aviat es va especialitzar en geografia i posteriorment en història dels Països Catalans. Com a geògraf va actuar com un gran impulsor en la renovació de la geografia catalana introduint-la en l'etapa moderna. Fou membre de la Societat Catalana de Geografia i participà en nombroses obres col·lectives sobre geografia i història dels Països Catalans. El 1998 va rebre el premi Carles Rahola d'Assaig per la seva obra La Hispània Catalana.